# Ghiacciaio Pulpudeva
Il ghiacciaio Pulpudeva (in inglese: Pulpudeva Glacier) è un ghiacciaio lungo 8,5 km e largo 6, situato sulla costa di Zumberge, nella parte occidentale della Terra di Ellsworth, in Antartide. In particolare, il ghiacciaio, il cui punto più alto si trova a circa 1.500 m s.l.m., è situato sul versante settentrionale delle cime Sullivan, una delle diramazioni della dorsale Sentinella, nelle montagne di Ellsworth. Da qui esso fluisce verso nord scorrendo lungo il versante occidentale del picco Mamarchev e lungo quello settentrionale del colle Johnson fino ad unire il proprio flusso a quello del ghiacciaio Ellen, a nord-ovest del picco Mamarchev e a sud-est del monte Jumper.

## Storia
Il ghiacciaio Pulpudeva è stato così battezzato dalla Commissione bulgara per i toponimi antartici in onore dell'antico insediamento trace di Pulpudeva, nella Bulgaria meridionale.